# Runcu Mic, Hunedoara
Runcu Mic este un sat în comuna Vețel din județul Hunedoara, Transilvania, România.

## Vezi și
- Biserica de lemn din Runcu Mic

## Imagini

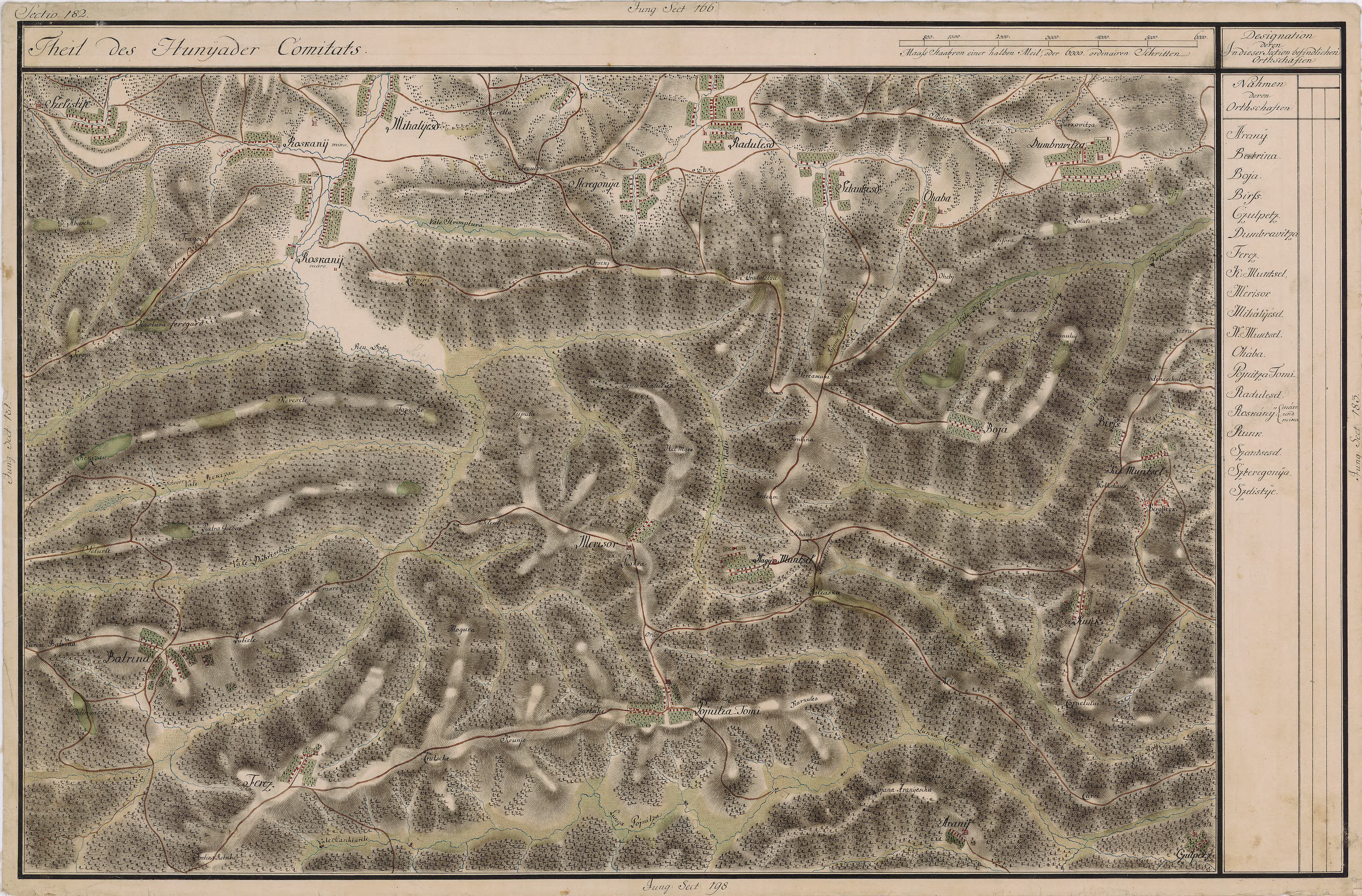
Runcu Mic în Harta Iosefină a Transilvaniei, 1769-1773